# نيونيوآ
نيونيوآ (Ñuñoa) هي بلدية وحي سكني يقع في الجزء الشرقي من سانتياغو عاصمة تشيلي، وتتبع إداريًا إلى إقليم سانتياغو متروبوليتان، تُعد واحدة من أقدم وأعرق البلديات في المدينة، وتجمع بين الطابع السكني الراقي، والبنية التحتية الحديثة، والتقاليد الثقافية الغنية.

## نبذه
تأسست نيونيوآ كبلدية في أوائل القرن العشرين، وقد شهدت تطورًا عمرانيًا ملحوظًا، حيث تضم شوارع واسعة، ومساحات خضراء، ومجموعة من المؤسسات الثقافية والتعليمية، كما تُعرف باحتضانها لعدد من الجامعات، والمراكز الثقافية، والمسارح.
يُعتبر حي نيونيوآ من المناطق المفضلة للعيش بين الطبقة الوسطى والعليا في سانتياغو، نظرًا لجودته العمرانية، ومستوى الأمن، وتوفر الخدمات العامة. كما أنها موطن لملعب خوليو مارتينيز برادانوس الوطني(Estadio Nacional)، أكبر ملعب في تشيلي، والذي يستضيف فعاليات رياضية ووطنية مهمة.